# Sergio Vuskovic
Abraham Sergio Vuskovic Rojo (Illapel, 19 ottobre 1930 – Valparaíso, 19 agosto 2021) è stato un politico e scrittore cileno, sindaco comunista di Valparaíso dal 1970 al 1973.
Di origini croate e spagnole, durante il governo di Unidad Popular fu nominato sindaco di Valparaíso. Dopo il colpo di Stato cileno dell'11 settembre 1973 per due anni e otto mesi fu tenuto in stato d'arresto e subì torture nella nave "L'Esmeralda", presso l'Isola Dawson, nella Prefettura di investigazione di Santiago, nei campi di concentramento di Ritoque, Puchuncaví, Tres Alamos e, infine, nel carcere presidio di Valparaíso.
L'amministrazione comunale di Bologna, che nel 1974 celebrò con le autorità della città di Valparaíso in esilio un "patto di amicizia" (gemellaggio), promosse in quegli anni una campagna internazionale per la scarcerazione dell'ex sindaco di Valparaíso in collaborazione con l'Università cittadina, che gli offrì un corso presso l'Istituto di Filosofia, cui aderirono le università di Heidelberg e della California.
Dal 1976 al 1984 Vuskovic risiedette a Bologna, dove strinse duraturi rapporti con l'allora sindaco Renato Zangheri e con molte personalità legale al Partito Comunista Italiano, insegnando nell'ateneo cittadino e svolgendo attività politica nelle organizzazioni dell'esilio cileno (in particolare l'Associazione "Italia-Cile" e Chile democrático).
Nel 1988 gli fu conferita la cittadinanza onoraria di Martignano, in provincia di Lecce, in Italia.

## Opere
- La base material del pensamiento, 1958
- Investigaciones sobre el origen del pensamiento, 1961
- Diálogo con la Democracia Cristiana, 1964
- Teoría de la ambigüedad, 1964
- Revolución, Estado, Propiedad: problemática demócrata cristiana, 1967
- Un filósofo llamado Lenin, 1971
- El proceso revolucionario chileno, 1973
- Dawson, (Madrid: Michay), 1984
- Del stalinismo a la perestroika, 1991
- Breviario de Platón, 1998

## Filmografia
- Salvador Allende, 2004